# Zosterops hypolais
Zosterops hypolais — вид воробьиных птиц из семейства белоглазковых (Zosteropidae). Подвидов не выделяют.

## Распространение
Эндемики островов Яп (Федеративные Штаты Микронезии). Естественной средой обитания являются влажные равнинные леса.

## Описание
Длина до 10.5 см. Вокруг глаза очень узкое белое кольцо. Оперение сверху зеленовато-серое. Горло, верхняя часть грудки, середина брюшка и подхвостье желтоватые. Бока бледно-серо-желтые. Клюв птицы красновато-коричневый с более светлым основанием. Ноги тёмно-серые.

## Охранный статус
МСОП присвоил виду охранный статус NT.